# Uige flygplats
Uige flygplats är en flygplats i Angola.   Den ligger i provinsen Uíge, i den nordvästra delen av landet, 240 kilometer nordost om huvudstaden Luanda. Uige flygplats ligger 830 meter över havet.
Terrängen runt Uige flygplats är platt åt nordost, men åt sydväst är den kuperad.  Närmaste större samhälle är Uíge, 3,7 kilometer öster om Uige flygplats.
I omgivningarna runt Uige flygplats växer huvudsakligen savannskog. Runt Uige flygplats är det glesbefolkat, med 19 invånare per kvadratkilometer.